# Берклі (округ, Західна Вірджинія)
Шаблон:StateAbbr_ 39°28′ пн. ш. 78°02′ зх. д. / 39.47° пн. ш. 78.03° зх. д.
Округ  Берклі (англ. Berkeley County) — округ (графство) у штаті  Західна Вірджинія, США. Ідентифікатор округу 54003.

## Історія
Округ утворений 1772 року.

## Демографія
За даними перепису 2000 року загальне населення округу становило 75905 осіб, зокрема міського населення було 41250, а сільського — 34655. Серед мешканців округу чоловіків було 37784, а жінок — 38121. В окрузі було 29569 домогосподарств, 20702 родин, які мешкали в 32913 будинках. Середній розмір родини становив 2,99.
Віковий розподіл населення поданий у таблиці:
| Стать    | До 15 років | 15-21 | 22-29 | 30-39 | 40-49 | 50-65 | 65-85 | Понад 85 |
| -------- | ----------- | ----- | ----- | ----- | ----- | ----- | ----- | -------- |
| Чоловіки | 8285        | 3615  | 3912  | 6054  | 6013  | 6163  | 3535  | 207      |
| Жінки    | 7908        | 3279  | 4033  | 6129  | 5971  | 6077  | 4193  | 531      |

## Суміжні округи
- Вашингтон, Меріленд — північ
- Джефферсон — південний схід
- Фредерік, Вірджинія — південь
- Морган — північний захід

## Виноски
1. ↑  U.S. Decennial Census. United States Census Bureau. Архів оригіналу за 12 квітня 2013. Процитовано 9 січня 2014.
2. ↑  Historical Census Browser. University of Virginia Library. Архів оригіналу за 11 серпня 2012. Процитовано 9 січня 2014.
3. ↑  Population of Counties by Decennial Census: 1900 to 1990. United States Census Bureau. Архів оригіналу за 3 червня 2013. Процитовано 9 січня 2014.
4. ↑  Census 2000 PHC-T-4. Ranking Tables for Counties: 1990 and 2000 (PDF). United States Census Bureau. Архів оригіналу (PDF) за 18 грудня 2014. Процитовано 9 січня 2014.
5. ↑  State & County QuickFacts. United States Census Bureau. Архів оригіналу за 7 липня 2011. Процитовано 9 січня 2014.(англ.) Наведено за англійською вікіпедією.
6. ↑  American FactFinder. Бюро перепису населення США. Архів оригіналу за 26 лютого 2012. Процитовано 31 січня 2008. [Архівовано 2008-05-21 у Wayback Machine.]

| США | Це незавершена стаття з географії США. Ви можете допомогти проєкту, виправивши або дописавши її. |